# Józef Maria Hoene-Wroński
Józef Maria Hoene-Wroński (23. srpen 1776, Wolsztyn – 9. srpen 1853, Neuilly-sur-Seine) byl polský filozof a matematik, autor pojmu mesianismus. V matematice se věnoval teorii algebraických a diferenciálních rovnic. Psal francouzsky, ve Francii strávil velkou část života. Roku 1815 své původní jméno Józef Hoene rozšířil na Józef Maria Hoene-Wroński.

## Život
Svou kariéru začal v armádě. Vystudoval kadetní školu ve Varšavě, načež narukoval k dělostřelectvu. Roku 1794 se jako důstojník zúčastnil obrany Varšavy před pruským vojskem. V bitvě u Maciejowic padl do ruského zajetí. Na přímluvu generála Tormasova byl propuštěn a vstoupil jako major do ruského vojska, kde nakonec dosáhl hodnosti podplukovníka. Roku 1797 ruskou armádu opustil a odešel do Německa, kde začal studovat filozofii a práva. Uchvátilo ho hlavně dílo Kantovo. Roku 1800 natrvalo přesídlil do Francie. Působil v Paříži, poté v Marseille, kde také vydal svá první dvě filozofická díla: Le bombardier polonais a La critique de la raison pure.
Poté pracoval deset let v ústraní. O této etapě Ottův slovník naučný uváděl: „Od té doby Wroński Hoene dával se unášeti blouznivou myslí svou, že v pomyslech svých dostihl zárodků velikých objevův a že jest mu souzeno posvětiti život svůj dobru celé společnosti lidské. Po deset let pracoval v úplném ústraní o rozvinutí filosofických a mathematických svých objevův.“
Roku 1810 v Paříži předložil výsledky svých matematických studií francouzskému institutu a vydal práce Introduction à la philosophie des mathématiques (Úvod do filosofie matematiky, 1811) a Résolution générale des équations de tous les degrés (Obecné řešení rovnic všech stupňů, 1812).
Ottův slovník o reakci na tato díla soudil: „Avšak výklad jeho podaný v těchto dvou spisech přemrštěného směru a pohrdající všemi autoritami ve vědě, byl příčinou, že institut přiznav Wroński hoenekému pouze jakési známosti formulí mathematických, odsoudil jej jako člověka zbaveného zdravých smyslů. Wroński hoene tím velmi jsa popuzen, vedl od té chvíle urputný boj proti Legendroví, Aragovi, Lagrangeovi, Lacroixovi a jiným učencům franc., což způsobilo trudné jeho položení hmotné.“
Neúspěch ho přivedl do značně složité ekonomické situace, jediným zdrojem jeho příjmů bylo vyučování v malém pařížském penzionátu. Zlomem se stalo setkání s bankéřem Arsonem, přívržencem mysticismu, který se pro Hoene-Wrońského dílo nadchl a podepsal s ním smlouvu, že za zasvěcení do jeho učení mu vyplatí honorář 300 000 franků. Když Arson vystřízlivěl, chtěl smlouvu zrušit, ale Hoene-Wroński dal věc k soudu, který nakonec Arsona přinutil smlouvu částečně dodržet, což značně zlepšilo Wrońského finanční situaci. Peníze mu umožnily znovu se ponořit do studií a také od roku 1818 vydávat časopis Le Sphinx, kde začal představovat svůj filozofický a nábožensko-politický systém, jenž nazval „mesianismus“.
Tento systém chtěl shrnout do pětidílného spisu, z něhož však vyšly jen dva první díly Prodrome de la politique moderne (1831) a Metapolitique messianique (1840). V prvním popsal lidstvo jako chorobné, a rovněž to, jak se síly světa formují do dvou protichůdných bloků, které svedou finální zápas. Druhá kniha se více věnuje stavu soudobé Francie.
Svou filozofii Wroński nazýval též „achromatickou“, což mělo naznačit, že se dotýká transcendentální pravdy, na niž soudobá filozofie ani teologie nemůže dosáhnout.
Politicky byl konzervativcem, představitelem ultrakatolicismu, přívržencem jezuitů a vášnivým odpůrcem demokracie.
Velké úkoly a zářivou budoucnost v příštích tisíci letech připisoval Slovanům, Rusko je podle něj předurčeno k vůdčímu postavení v Evropě.